# Оротук
Оротук — упразднённое село в Тенькинском районе Магаданской области (Россия).

## География
Располагается на берегу реки Большой Тыеллах (якут. Тыалаах — лесистый), впадающей в Колыму на широкой равнине, где присутствуют озёра и луга.

## Топонимика
Название Оротук происходит от якутского Өртөкөн — «небольшой выжженный участок луга или леса».

## История
Первоначально населённый пункт возник на левом берегу Колымы. В 12 километра находилось местечко Интал, где была часовня. Всё население составляли якуты, которыми управлял местный князец.
В 1929 году Оротук посетил геолог Владимир Обручев, который описал посёлок так:

Поселения якутов всё ещё редки: от устья Кулу до Оротука я насчитал только три юрты. … 20 июня мы подплывали к Оротуку. Тогда это был главный центр всей Верхней Колымы, в нём насчитывалось до 20 юрт. Все они расположены, как обычно якутские поселения, в стороне от реки.
С приходом советской власти началась агитация объединения всех жителей окрестной местности, живших в юртах, в один населённый пункт. Местом для него был выбран правый берег Колымы в районе озера Токур-Кюёль (якут. Токур күөл — кривое озеро). После создания Среднеканского района в 1931 году Оротук у стал центром сельсовета. Однако, есть данные, что сельсовет мог образоваться годом раньше или позже. В 1932 году была открыта школа всего на 7 учеников, которые писали углем по бересте. В 1933 году был создан кооператив «Красная Звезда», руководителем которого был назначен Яков Павлович Попов. Члены кооператива занимались, в основном, скотоводством и охотой.
В 1932 году посёлок посетил ещё один геолог Борис Вронский, который приехал сюда для аренды лошадей у местного якута. Он описывал Оротук следующим образом:

Оротук — очень оригинальный посёлок. Это административный центр огромной территории площадью свыше 80 000 км², с населением в 280 человек Расположен он на равнине, в огромной излучине Колымы. Посёлок состоял из нескольких одиночных изб, разбросанных на расстоянии 2-3 километров одна от другой. В посёлке имелся сельсовет и так называемый интеграл — кооперативная торгующая организация. В помещении интеграла царила пустота — ни продуктов, ни промтоваров в нём не было. Только недавно здесь организовали колхоз.
Однако, географическое расположение Оротука оказалось неблагоприятным для проживания — в половодье оно часто оказывалось затопленным. В 1940 году большинство жителей посёлка вернулись на досоветское место проживания, в устье реки Тыелаах, однако часть их осталась в прежнем месте, которое стало называться Старый Оротук.
В результате принудительной коллективизации кооператив «Красная Звезда» был реорганизован в сельозартель «Сталинец». Во время Великой Отечественной войны жители Оротука оказывали материальную помощь Красной Армии. На территории колхоза располагался тюремный лагерь «Сусуман», где работали заключённые, а также после окончания срока. Невыполнение трудодней, а также потеря или травма овцы или лошади для членов колхоза каралась уголовным преследованием.
После образования Магаданской области Оротукский сельский совет был передан сначала в Ягоднинский район, а год спустя — в Сусуманский.
В 1956 году в районе посёлка было обнаружено месторождение золота.
В октябре 1959 года Оротукский сельсовет вошёл в состав Тенькинского района.
В 1961 году колхоз «Сталинец» был переименован в «Оротук». В посёлок было проведено электричество, с ним было налажено транспортное сообщение по зимнику. В 1975 году колхоз был преобразован в совхоз, увеличилось поголовье скота, в Оротуке появилось множество техники.
В 1993 году совхоз «Оротук» перестал существовать. В 1990-е-2000-е в посёлке исчезла всякая инфраструктура: были закрыты школа, детский сад, Дом культуры и кино, почта, сберкасса, прачечная, пункт КБО, баня, магазины и столовая. Транспортное сообщение с Оротуком стало крайне затруднено.
7 декабря 2017 года постановлением правительства Магаданской области село было упразднено.

## Население
| 2002 | 2010 | 2013 | 2015 |
| ---- | ---- | ---- | ---- |
| 126  | ↘46  | ↘21  | ↘0   |

В июле 2016 года в селе проживало 8 человек.